# Hestiochora erythrota
Hestiochora erythrota är en fjärilsart som beskrevs av Edward Meyrick 1866. Hestiochora erythrota ingår i släktet Hestiochora och familjen bastardsvärmare. Inga underarter finns listade i Catalogue of Life.